# Суперкубок Англії з футболу 1980
Суперкубок Англії з футболу 1980 — 58-й розіграш турніру. Матч відбувся 9 серпня 1980 року між чемпіоном Англії «Ліверпулем» та володарем кубка країни «Вест Гем Юнайтед».
Володарем трофею увосьме у своїй історії став «Ліверпуль», який здобув перемогу в матчі з рахунком 1:0 завдяки єдиному голу свого півзахисника Террі Макдермота (п'ятий трофей клубу, якщо не враховувати співволодіння Суперкубком).
| Володар Суперкубка Англії 1980 |
| ------------------------------ |
|                                |
| «Ліверпуль» 8-й титул          |

## Матч

### Деталі
| 9 серпня 1980 15:00 UTC+1 |

| «Ліверпуль»   | 1–0      | «Вест Гем Юнайтед» |
| ------------- | -------- | ------------------ |
| Макдермот 17' | Протокол |                    |

| Вемблі, Лондон Глядачів: 90 000 Арбітр: Джон Гантінг |

| Ліверпуль:       |    |                 |
|                  |    |                 |
| ВР               | 1  | Рей Клеменс     |
| ЗХ               | 2  | Філ Ніл         |
| ЗХ               | 3  | Алан Кеннеді    |
| ЗХ               | 4  | Філ Томпсон (к) |
| ПЗ               | 5  | Рей Кеннеді     |
| ЗХ               | 6  | Алан Гансен     |
| НП               | 7  | Кенні Далгліш   |
| ПЗ               | 8  | Джиммі Кейс     |
| НП               | 9  | Девід Джонсон   |
| ПЗ               | 10 | Террі Макдермот |
| ПЗ               | 11 | Грем Сунес      |
| Запасні:         |    |                 |
| ПЗ               | 12 | Колін Ірвін     |
| ПЗ               | 13 | Семмі Лі        |
| ЗХ               | 14 | Аві Коен        |
| НП               | 15 | Девід Фейрклаф  |
| ВР               | 16 | Стів Огризович  |
| Головний тренер: |    |                 |
| Боб Пейслі       |    |                 |

| Вест Гем Юнайтед |    |                 |  |                  |
|                  |    |                 |  |                  |
| ВР               | 1  | Філ Паркс       |  |                  |
| ЗХ               | 2  | Рей Стюарт      |  |                  |
| ЗХ               | 3  | Пол Браш        |  |                  |
| ЗХ               | 4  | Біллі Бондс (к) |  |                  |
| ЗХ               | 5  | Елвін Мартін    |  |                  |
| ПЗ               | 6  | Алан Девоншир   |  |                  |
| ПЗ               | 7  | Пол Аллен       |  |                  |
| НП               | 8  | Пет Голленд     |  |                  |
| НП               | 9  | Девід Кросс     |  |                  |
| НП               | 10 | Тревор Брукінг  |  |                  |
| ПЗ               | 11 | Джефф Пайк      |  |                  |
| Запасні:         |    |                 |  |                  |
| НП               | 12 | Нікі Морган     |  | Вийшов на заміну |
| Головний тренер: |    |                 |  |                  |
| Джон Лаєлл       |    |                 |  |                  |